# 2009年のメジャーリーグベースボール
2009年のメジャーリーグベースボールでは、2009年のメジャーリーグベースボール（MLB）におけ動向をまとめる。
2008年のメジャーリーグベースボール - 2009年のメジャーリーグベースボール - 2010年のメジャーリーグベースボール

## できごと

### 1月
- 6日
  - ニューヨーク・ヤンキースからFAになっていたカール・パバーノがクリーブランド・インディアンスに移籍。
  - 読売ジャイアンツからFAになっていた上原浩治がボルチモア・オリオールズと2年契約で合意。
- 7日
  - ニューヨーク・ヤンキースからFAとなっていたジェイソン・ジオンビーがオークランド・アスレチックスと契約。
- 1月8日
  - アトランタ・ブレーブスからFAになっていたジョン・スモルツがボストン・レッドソックスと1年契約で合意。
  - サンディエゴ・パドレスからFAとなっていたトレバー・ホフマンがミルウォーキー・ブルワーズと契約合意。
- 9日
  - ロサンゼルス・ドジャースからFAになっていたブラッド・ペニーがレッドソックスへ移籍。
- 10日
  - 中日ドラゴンズからFAになっていた川上憲伸のアトランタ・ブレーブスへの移籍が決定[1]。
  - ロサンゼルス・ドジャースからFAになっていた斎藤隆がボストン・レッドソックスに1年契約で移籍。
- 13日
  - アトランタ・ブレーブスの川上憲伸が本拠地球場ターナー・フィールドで入団会見。
  - アメリカ野球殿堂の投票でリッキー・ヘンダーソン、ジム・ライスの2名が選出。
- 14日
  - ボストン・レッドソックスの斎藤隆がワールド・ベースボール・クラシック代表を辞退。
  - ボルチモア・オリオールズの上原浩治が本拠地オリオール・パーク・アット・カムデン・ヤーズで入団会見。
- 15日
  - 前フィラデルフィア・フィリーズの田口壮がシカゴ・カブスとマイナー契約。
  - ロサンゼルス・ドジャースからFAになっていたデレク・ロウがアトランタ・ブレーブスへ移籍。
- 19日
  - 前巨人の門倉健がシカゴ・カブスとマイナー契約。
- 21日
  - ロサンゼルス・ドジャースのジェフ・ケントが現役引退。

### 2月
- 2日
  - 広島東洋カープからFAになっていた高橋建がトロントブルージェイズとマイナー契約。
- 10日
  - 前ロサンゼルス・ドジャースのアンドリュー・ジョーンズがテキサス・レンジャーズとマイナー契約。
- 11日
  - ニューヨーク・ヤンキースからFAになっていたボビー・アブレイユがロサンゼルス・エンゼルス・オブ・アナハイムに移籍。
- 12日
  - 前巨人の野口茂樹がトロント・ブルージェイズとマイナー契約。
- 18日
  - 前シカゴ・ホワイトソックスのケン・グリフィー・ジュニアがシアトル・マリナーズと1年契約を結び、10年ぶりに同チームへ復帰。
- 26日
  - ダグ・ミントケイビッチがロサンゼルス・ドジャースへ移籍。

### 3月
- 20日
  - ニューヨーク・ヤンキースからFAになっていたイバン・ロドリゲスがヒューストン・アストロズと1年契約。
- 23日
  - 前ボストン・レッドソックスのカート・シリングが現役引退を表明。
- 30日
  - トロント・ブルージェイズから戦力外を受けた高橋建がニューヨーク・メッツとマイナー契約。

### 4月
- 3日
  - シアトル・マリナーズのイチローが胃潰瘍による出血を認められたため、MLB移籍後初の故障者リスト入り。
- 5日
  - 開幕。
- 9日
  - ロサンゼルス・エンゼルス・オブ・アナハイムのニック・エイデンハートが未明、交通事故で死去。エイデンハートは前夜の対オークランド・アスレチックス戦で先発、6回無失点に抑えたばかりだった。これを受け、9日夜の対アスレチックス戦は中止となった。
- 11日
  - アトランタ・ブレーブスの川上憲伸が、ワシントン・ナショナルズ戦（ターナー・フィールド）に先発としてメジャー初登板。試合はブレーブスが5対3で勝利、川上は6回4安打3失点8奪三振で初登板初先発で勝利投手。

### 5月
- 2日
  - ニューヨーク・メッツの高橋建が対フィラデルフィア・フィリーズ戦（シチズンズ・バンク・パーク）でメジャーリーグ初登板。40歳16日でのメジャーリーグ初登板は日本人最高齢、メジャーリーグでも戦後3番目の高齢記録。

### 6月
- 3日
  - アトランタ・ブレーブスがトム・グラビンに戦力外通告をしたと発表。

### 7月
- 14日
  - 第80回オールスターがセントルイスのブッシュスタジアムで行われた。ア・リーグが4対3で勝利し、12連勝。
  - ニューヨーク・メッツのペドロ・マルティネスがフィラデルフィア・フィリーズへ移籍。
- 18日
  - クリーブランド・インディアンズの小林雅英が自由契約。

### 8月
- 7日
  - オークランド・アスレチックスのジェイソン・ジオンビーが自由契約。
- 18日
  - ヒューストン・アストロズのイバン・ロドリゲスが古巣のテキサス・レンジャーズに復帰。
- 19日
  - ボストン・レッドソックスを自由契約になったジョン・スモルツがセントルイス・カージナルスと契約。
- 24日
  - 前オークランド・アスレチックスのジェイソン・ジオンビーがコロラド・ロッキーズへ移籍。
- 25日
  - ボストン・レッドソックスがニューヨーク・メッツのビリー・ワグナーを獲得。
- 31日
  - シカゴ・ホワイトソックスのジム・トーミがロサンゼルス・ドジャースへ移籍。
  - ボストン・レッドソックスを自由契約になったブラッド・ペニーがサンフランシスコ・ジャイアンツとマイナー契約。

### 9月
- 23日
  - アトランタ・ブレーブスは監督のボビー・コックスの1年契約と2010年限りで同チームの監督を勇退することを発表。
- 27日
  - 第38回IBAFワールドカップの決勝戦はアメリカが10対5でキューバに勝利し、2年連続4度目の優勝達成。
- 28日
  - ニューヨーク・ヤンキースが対ボストン・レッドソックス戦（ヤンキースタジアム）で4対2で勝利し、ア・リーグ東地区優勝達成。

### 10月
- 21日
  - ナ・リーグ優勝決定シリーズの第5戦が行われ、フィラデルフィア・フィリーズがロサンゼルス・ドジャースに10対4で勝利し、4勝1敗で2年連続7度目のリーグ優勝達成で、ワールドシリーズ進出。
- 24日
  - ア・リーグ優勝決定シリーズの第6戦がヤンキースタジアムで行われ、ニューヨーク・ヤンキースがロサンゼルス・エンゼルス・アナハイムに5対2で勝利し、4勝2敗で6年ぶりア・リーグ優勝達成で、ワールドシリーズ進出。

### 11月
- 3日
  - タンパベイ・レイズが、岩村明憲のピッツバーグ・パイレーツへのトレードを発表。
- 4日
  - ワールドシリーズはニューヨーク・ヤンキースが前年覇者のフィラデルフィア・フィリーズに4勝2敗（●○○○●○）で勝利し、9年ぶり27度目の優勝達成。シリーズMVPにはヤンキースの松井秀喜が日本人選手では初の受賞。打撃専門で出場した選手としても初めて。
- 10日
  - シアトル・マリナーズのイチローが、ゴールドグラブ賞にメジャー1年目から9年連続で選出。

### 12月
- 2日
  - ボストン・レッドソックスのビリー・ワグナーがアトランタ・ブレーブスへ移籍。
- 4日
  - ボストン・レッドソックスの斎藤隆がアトランタ・ブレーブスへ移籍。
- 14日
  - ボストン・レッドソックスがロサンゼルス・エンゼルス・オブ・アナハイムからFAとなっていたジョン・ラッキーの獲得を発表。
- 16日
  - ニューヨーク・ヤンキースからFAになっていた、松井秀喜のロサンゼルス・エンゼルス・オブ・アナハイムへの入団が正式に発表される。
  - トロント・ブルージェイズのロイ・ハラデイがトレードでフィラデルフィア・フィリーズへ移籍。
- 23日
  - ニューヨーク・ヤンキースのメルキー・カブレラら3選手と、アトランタ・ブレーブスのハビアー・バスケスら2選手による3対2の交換トレード。
- 29日
  - ボストン・レッドソックスからFAになっていたジェイソン・ベイがニューヨーク・メッツと契約。

### 主な打者の記録
- 5月3日
  - タンパベイ・レイズのカール・クロフォードがボストン・レッドソックス戦で、近代野球では史上4人目となる1試合6盗塁を記録。
- 9月6日
  - シアトル・マリナーズのイチローが対オークランド・アスレチックス戦でメジャーリーグ通算2000本安打。
- 9月14日
  - シアトル・マリナーズのイチローが対テキサス・レンジャーズ戦で、メジャーリーグ史上初の9年連続シーズン200安打。

### 主な投手の記録
- 6月4日
  - サンフランシスコ・ジャイアンツのランディ・ジョンソンがワシントン・ナショナルズ戦で史上24人目となる通算300勝を達成。
- 6月28日
  - ニューヨーク・ヤンキースのマリアノ・リベラが対ニューヨーク・メッツ戦でメジャーリーグ通算500セーブ、史上2人目。

## 試合結果

### レギュラーシーズン
| 順     | チーム                         | 勝利   | 敗戦   | 勝率   | G差    |
| 東地区 | 東地区                         | 東地区 | 東地区 | 東地区 | 東地区 |
| ------ | ------------------------------ | ------ | ------ | ------ | ------ |
| 1      | ニューヨーク・ヤンキース       | 103    | 59     | .636   | –      |
| 2      | ボストン・レッドソックス       | 95     | 67     | .586   | 8      |
| 3      | タンパベイ・レイズ             | 84     | 78     | .519   | 19     |
| 4      | トロント・ブルージェイズ       | 75     | 87     | .463   | 28     |
| 5      | ボルチモア・オリオールズ       | 64     | 98     | .395   | 39     |
| 中地区 |                                |        |        |        |        |
| 1      | ミネソタ・ツインズ             | 87     | 76     | .533   | –      |
| 2      | デトロイト・タイガース         | 86     | 77     | .528   | 1      |
| 3      | シカゴ・ホワイトソックス       | 79     | 83     | .488   | 7.5    |
| 4      | クリーブランド・インディアンス | 65     | 97     | .401   | 21.5   |
| 5      | カンザスシティ・ロイヤルズ     | 65     | 97     | .401   | 21.5   |
|        |                                |        |        |        |        |
| 西地区 |                                |        |        |        |        |
| 1      | ロサンゼルス・エンゼルス       | 97     | 65     | .599   | –      |
| 2      | テキサス・レンジャース         | 87     | 75     | .537   | 10     |
| 3      | シアトル・マリナーズ           | 85     | 77     | .525   | 12     |
| 4      | オークランド・アスレチックス   | 75     | 87     | .463   | 22     |
|        |                                |        |        |        |        |

| 順     | チーム                         | 勝利   | 敗戦   | 勝率   | G差    |
| 東地区 | 東地区                         | 東地区 | 東地区 | 東地区 | 東地区 |
| ------ | ------------------------------ | ------ | ------ | ------ | ------ |
| 1      | フィラデルフィア・フィリーズ   | 93     | 69     | .574   | –      |
| 2      | フロリダ・マーリンズ           | 87     | 75     | .537   | 6      |
| 3      | アトランタ・ブレーブス         | 86     | 76     | .531   | 7      |
| 4      | ニューヨーク・メッツ           | 70     | 92     | .432   | 23     |
| 5      | ワシントン・ナショナルズ       | 59     | 103    | .364   | 34     |
| 中地区 |                                |        |        |        |        |
| 1      | セントルイス・カージナルス     | 91     | 71     | .562   | –      |
| 2      | シカゴ・カブス                 | 83     | 78     | .516   | 7.5    |
| 3      | ミルウォーキー・ブルワーズ     | 80     | 82     | .494   | 11     |
| 4      | シンシナティ・レッズ           | 78     | 84     | .481   | 13     |
| 5      | ヒューストン・アストロズ       | 74     | 88     | .457   | 17     |
| 6      | ピッツバーグ・パイレーツ       | 62     | 99     | .385   | 28.5   |
| 西地区 |                                |        |        |        |        |
| 1      | ロサンゼルス・ドジャース       | 95     | 67     | .586   | –      |
| 2      | コロラド・ロッキーズ           | 92     | 70     | .568   | 3      |
| 3      | サンフランシスコ・ジャイアンツ | 88     | 74     | .543   | 7      |
| 4      | サンディエゴ・パドレス         | 75     | 87     | .463   | 20     |
| 5      | アリゾナ・ダイヤモンドバックス | 70     | 92     | .432   | 25     |

- ワイルドカードはボストン・レッドソックスとコロラド・ロッキーズが獲得
- アメリカンリーグ中地区はミネソタ・ツインズとデトロイト・タイガースが同率首位でワンゲーム・プレーオフによりミネソタ・ツインズが地区優勝。

### オールスターゲーム
- アメリカンリーグ 4 - 3 ナショナルリーグ

MVP：カール・クロフォード
- ホームランダービーはプリンス・フィルダー（MIL）が優勝

### ポストシーズン
|  | ディビジョンシリーズ         | ディビジョンシリーズ         |                          |   | リーグチャンピオンシップシリーズ | リーグチャンピオンシップシリーズ |  |  | ワールドシリーズ | ワールドシリーズ |
|  |                              |                              |                          |   |                                  |                                  |  |  |                  |                  |
|  |                              |                              |                          |   |                                  |                                  |  |  |                  |                  |
|  |                              |                              |                          |   |                                  |                                  |  |  |                  |                  |
|  | ニューヨーク・ヤンキース     | 3                            |                          |   |                                  |                                  |  |  |                  |                  |
|  | ニューヨーク・ヤンキース     | 3                            |                          |   |                                  |                                  |  |  |                  |                  |
|  | ミネソタ・ツインズ           | 0                            |                          |   |                                  |                                  |  |  |                  |                  |
|  | ミネソタ・ツインズ           | 0                            | ニューヨーク・ヤンキース | 4 |                                  |                                  |  |  |                  |                  |
|  | アメリカンリーグ             |                              | ニューヨーク・ヤンキース | 4 |                                  |                                  |  |  |                  |                  |
|  |                              | ロサンゼルス・エンゼルス     | 2                        |   |                                  |                                  |  |  |                  |                  |
|  | ロサンゼルス・エンゼルス     | ロサンゼルス・エンゼルス     | 2                        | 3 |                                  |                                  |  |  |                  |                  |
|  | ロサンゼルス・エンゼルス     |                              |                          | 3 |                                  |                                  |  |  |                  |                  |
|  | ボストン・レッドソックス     | 0                            |                          |   |                                  |                                  |  |  |                  |                  |
|  | ボストン・レッドソックス     | 0                            | ニューヨーク・ヤンキース | 4 |                                  |                                  |  |  |                  |                  |
|  |                              |                              | ニューヨーク・ヤンキース | 4 |                                  |                                  |  |  |                  |                  |
|  |                              | フィラデルフィア・フィリーズ | 2                        |   |                                  |                                  |  |  |                  |                  |
|  | ロサンゼルス・ドジャース     | フィラデルフィア・フィリーズ | 2                        | 3 |                                  |                                  |  |  |                  |                  |
|  | ロサンゼルス・ドジャース     |                              |                          | 3 |                                  |                                  |  |  |                  |                  |
|  | セントルイス・カージナルス   | 0                            |                          |   |                                  |                                  |  |  |                  |                  |
|  | セントルイス・カージナルス   | 0                            | ロサンゼルス・ドジャース | 1 |                                  |                                  |  |  |                  |                  |
|  | ナショナルリーグ             |                              | ロサンゼルス・ドジャース | 1 |                                  |                                  |  |  |                  |                  |
|  |                              | フィラデルフィア・フィリーズ | 4                        |   |                                  |                                  |  |  |                  |                  |
|  | フィラデルフィア・フィリーズ | フィラデルフィア・フィリーズ | 4                        | 3 |                                  |                                  |  |  |                  |                  |
|  | フィラデルフィア・フィリーズ |                              |                          | 3 |                                  |                                  |  |  |                  |                  |
|  | コロラド・ロッキーズ         | 1                            |                          |   |                                  |                                  |  |  |                  |                  |
|  | コロラド・ロッキーズ         | 1                            |                          |   |                                  |                                  |  |  |                  |                  |

#### ディビジョンシリーズ
- 右側がホームチーム

| 10/ 7 – | ヤンキース | 7 | - | 2 |  | ツインズ |
| 10/ 9 – | ヤンキース | 4 | - | 3 |  | ツインズ |
| 10/11 – | ヤンキース | 4 | - | 1 |  | ツインズ |

| 10/ 8 – | エンゼルス | 5 | - | 0 |  | レッドソックス |
| 10/ 9 – | エンゼルス | 4 | - | 1 |  | レッドソックス |
| 10/11 – | エンゼルス | 7 | - | 6 |  | レッドソックス |

| 10/ 7 – | ドジャース | 5 | - | 3 |  | カージナルス |
| 10/ 8 – | ドジャース | 3 | - | 2 |  | カージナルス |
| 10/10 – | ドジャース | 5 | - | 1 |  | カージナルス |

| 10/ 7 – | フィリーズ | 5 | - | 1 |  | ロッキーズ |
| 10/ 8 – | フィリーズ | 4 | - | 5 |  | ロッキーズ |
| 10/10 – | フィリーズ | 6 | - | 5 |  | ロッキーズ |
| 10/11 – | フィリーズ | 5 | - | 4 |  | ロッキーズ |

#### リーグチャンピオンシップシリーズ
| 10/16 – | エンゼルス | 1  | - | 4 |  | ヤンキース |
| 10/17 – | エンゼルス | 3  | - | 4 |  | ヤンキース |
| 10/19 – | ヤンキース | 4  | - | 5 |  | エンゼルス |
| 10/20 – | ヤンキース | 10 | - | 1 |  | エンゼルス |
| 10/22 – | ヤンキース | 6  | - | 7 |  | エンゼルス |
| 10/25 – | エンゼルス | 2  | - | 5 |  | ヤンキース |

| 10/15 – | フィリーズ | 8 | - | 6  |  | ドジャース |
| 10/16 – | フィリーズ | 1 | - | 2  |  | ドジャース |
| 10/18 – | ドジャース | 0 | - | 11 |  | フィリーズ |
| 10/19 – | ドジャース | 4 | - | 5  |  | フィリーズ |
| 10/21 – | ドジャース | 4 | - | 10 |  | フィリーズ |

### ワールドシリーズ
- ヤンキース 4 - 2 フィリーズ

| 試合                                                   | 日付     | ビジター球団（先攻）         | スコア | ホーム球団（後攻）           | 開催球場                   |
| ------------------------------------------------------ | -------- | ---------------------------- | ------ | ---------------------------- | -------------------------- |
| 第1戦                                                  | 10月28日 | フィラデルフィア・フィリーズ | 6-1    | ニューヨーク・ヤンキース     | ヤンキー・スタジアム       |
| 第2戦                                                  | 10月29日 | フィラデルフィア・フィリーズ | 1－3   | ニューヨーク・ヤンキース     | ヤンキー・スタジアム       |
| 第3戦                                                  | 10月31日 | ニューヨーク・ヤンキース     | 8－5   | フィラデルフィア・フィリーズ | シチズンズ・バンク・パーク |
| 第4戦                                                  | 11月1日  | ニューヨーク・ヤンキース     | 7－4   | フィラデルフィア・フィリーズ | シチズンズ・バンク・パーク |
| 第5戦                                                  | 11月2日  | ニューヨーク・ヤンキース     | 6－8   | フィラデルフィア・フィリーズ | シチズンズ・バンク・パーク |
| 第6戦                                                  | 11月4日  | フィラデルフィア・フィリーズ | 3－7   | ニューヨーク・ヤンキース     | ヤンキー・スタジアム       |
| 優勝：ニューヨーク・ヤンキース（27回目） MVP：松井秀喜 |          |                              |        |                              |                            |

## 個人タイトル

### アメリカンリーグ
| 項目       | 選手                                              | 記録 |
| ---------- | ------------------------------------------------- | ---- |
| 首位打者   | ジョー・マウアー (MIN)                            | .365 |
| 最多本塁打 | カルロス・ペーニャ (TB) マーク・テシェイラ（NYY） | 39   |
| 最多打点   | マーク・テシェイラ (NYY)                          | 122  |
| 最多盗塁   | ジャコビー・エルズベリー (BOS)                    | 70   |

| 項目           | 選手                                                                                 | 記録 |
| -------------- | ------------------------------------------------------------------------------------ | ---- |
| 最多勝利       | ジャスティン・バーランダー (DET) CC・サバシア (NYY) フェリックス・ヘルナンデス (SEA) | 19   |
| 最優秀防御率   | ザック・グレインキー (KC)                                                            | 2.16 |
| 最多奪三振     | ジャスティン・バーランダー (DET)                                                     | 269  |
| 最多セーブ投手 | ブライアン・フエンテス (LAA)                                                         | 48   |

### ナショナルリーグ
| 項目       | 選手                                                 | 記録 |
| ---------- | ---------------------------------------------------- | ---- |
| 首位打者   | ハンリー・ラミレス (FLA)                             | .342 |
| 最多本塁打 | アルバート・プホルス (STL)                           | 47   |
| 最多打点   | プリンス・フィルダー（MIL） ライアン・ハワード (PHI) | 141  |
| 最多盗塁   | マイケル・ボーン (HOU)                               | 61   |

| 項目           | 選手                         | 記録 |
| -------------- | ---------------------------- | ---- |
| 最多勝利       | アダム・ウェインライト (STL) | 19   |
| 最優秀防御率   | クリス・カーペンター (STL)   | 2.24 |
| 最多奪三振     | ティム・リンスカム (SFO)     | 261  |
| 最多セーブ投手 | ヒース・ベル (HOU)           | 42   |

## 表彰

### 全米野球記者協会（BBWAA）表彰
| 表彰         | アメリカンリーグ             | ナショナルリーグ           |
| ------------ | ---------------------------- | -------------------------- |
| MVP          | ジョー・マウアー (MIN)       | アルバート・プホルス (STL) |
| サイヤング賞 | ザック・グレインキー (KC)    | ティム・リンスカム (SF)    |
| 最優秀新人賞 | アンドリュー・ベイリー (OAK) | クリス・コグラン (FLA)     |
| 最優秀監督賞 | マイク・ソーシア (LAA)       | ジム・トレーシー (COL)     |

### ゴールドグラブ賞
| ゴールドグラブ賞 | ゴールドグラブ賞   | ゴールドグラブ賞 | ゴールドグラブ賞         | ゴールドグラブ賞 |
|                  | アメリカンリーグ   | アメリカンリーグ | ナショナルリーグ         | ナショナルリーグ |
| ---------------- | ------------------ | ---------------- | ------------------------ | ---------------- |
| 投手             | マーク・バーリー   | CWS              | アダム・ウェインライト   | STL              |
| 捕手             | ジョー・マウアー   | MIN              | ヤディアー・モリーナ     | STL              |
| 一塁手           | マーク・テシェイラ | NYY              | エイドリアン・ゴンザレス | SD               |
| 二塁手           | プラシド・ポランコ | DET              | オーランド・ハドソン     | ARI              |
| 三塁手           | エバン・ロンゴリア | TB               | ライアン・ジマーマン     | WSH              |
| 遊撃手           | デレク・ジーター   | NYY)             | ジミー・ロリンズ         | PHI              |
| 外野手           | トリー・ハンター   | LAA              | マイケル・ボーン         | HOU              |
| 外野手           | アダム・ジョーンズ | BAL              | マット・ケンプ           | LAD              |
| 外野手           | イチロー           | SEA              | シェーン・ビクトリーノ   | PHI)             |

### シルバースラッガー賞
| シルバースラッガー賞 | シルバースラッガー賞 | シルバースラッガー賞 | シルバースラッガー賞   | シルバースラッガー賞 |
| 守備位置             | アメリカンリーグ     | アメリカンリーグ     | ナショナルリーグ       | ナショナルリーグ     |
| -------------------- | -------------------- | -------------------- | ---------------------- | -------------------- |
| 投手                 | -                    | -                    | カルロス・ザンブラーノ | CHC                  |
| 捕手                 | ジョー・マウアー     | MIN                  | ブライアン・マッキャン | ATL                  |
| 一塁手               | マーク・テシェイラ   | NYY                  | アルバート・プホルス   | STL                  |
| 二塁手               | アーロン・ヒル       | TOR                  | チェイス・アトリー     | PHI                  |
| 三塁手               | エバン・ロンゴリア   | TB                   | ライアン・ジマーマン   | WSH                  |
| 遊撃手               | デレク・ジーター     | NYY                  | ハンリー・ラミレス     | FLA                  |
| 外野手               | ジェイソン・ベイ     | BOS                  | ライアン・ブラウン     | MIL                  |
| 外野手               | トリー・ハンター     | LAA                  | アンドレ・イーシアー   | LAD                  |
| 外野手               | イチロー             | SEA                  | マット・ケンプ         | LAD                  |
| 指名打者             | アダム・リンド       | TOR                  | -                      | -                    |

### その他表彰
| 表彰                     | アメリカンリーグ        | ナショナルリーグ             |
| ------------------------ | ----------------------- | ---------------------------- |
| カムバック賞             | アーロン・ヒル (TOR)    | クリス・カーペンター (STL)   |
| ハンク・アーロン賞       | デレク・ジーター (NYY)  | アルバート・プホルス (STL)   |
| 最優秀救援投手賞         | マリアノ・リベラ (NYY)  | ライアン・フランクリン (STL) |
| エドガー・マルティネス賞 | アダム・リンド (TOR)    | -                            |
| ロベルト・クレメンテ賞   | デレク・ジーター (NYY)  | -                            |
| ハッチ賞                 | マーク・ティーエン (KC) | -                            |

### アメリカ野球殿堂入り表彰者
BBWAA投票
- リッキー・ヘンダーソン（有資格初年度）
- ジム・ライス

ベテランズ委員会選出
- ジョー・ゴードン